# Ulryk Wirtemberski (1487–1550)
Ulryk Wirtemberski (ur. 8 lutego 1487 w Reichenweier, zm. 6 listopada 1550 w Tybindze) – książę Wirtembergii.

## Życiorys
Syn hrabiego Henryka, wnuk Ulryka V. Na tronie Wirtembergii został osadzony przez cesarza Maksymiliana I w 1498 r. Jednak, dopiero gdy w 1503 osiągnął pełnoletniość, mógł samodzielnie sprawować władzę. W 1511 r., po piętnastu latach od zaręczyn, poślubił Sabinę Wittelsbach (1492–1550), córkę księcia Bawarii Alberta IV Mądrego i Kunegundy Habsburżanki. Wydane z tej okazji wesele na 7 tys. zaproszonych gości trwało 15 dni. Te i inne przedsięwzięcia Ulryk finansował z kasy państwa.
Ulryk i Sabina mieli dwójkę dzieci:
- Anna (1513-1530)
- Krzysztof (1515-1568)

W wyniku konfliktu z książętami Szwabii i ich interwencji w styczniu 1519 tereny Wirtembergii zostały przekazane cesarzowi Karolowi V. Ulryk wypędzony ze swojego kraju przebywał w Szwajcarii, Francji i Niemczech. Służył m.in. królowi Franciszkowi I. Nie stracił jednak wiary w odzyskanie Wirtembergii.
Okazja ku temu nadarzyła się już w 1524  r. wraz z wybuchem wojny chłopskiej. Wraz z żołnierzami Francji i Szwajcarii wkroczył na tereny Wirtembergii owacyjnie witany przez poddanych. Szwajcarzy służący w jego wojsku zostali jednak wezwani przez Franciszka I, który walczył pod Padwą. Ulryk został wygnany z kraju po raz kolejny. W czasie tego wygnania zaprzyjaźnił się z gorącym zwolennikiem reformacji landgrafem Hesji Filipem Wielkodusznym.
W 1526  r. Filip obiecał mu pomoc w odzyskaniu Wirtembergii. Podobną pomoc obiecał również Franciszek I. W styczniu 1534 Franciszek I potwierdził swoją chęć pomocy. W tym czasie liga szwabska, która miała bronić tych terenów, była osłabiona. Cesarz Karol V i jego brat Ferdynand mieli wspomóc ligę, jednak zbyt mała ilość wojska nie pozwoliła im tego dokonać. 13 maja w bitwie pod Lauffen am Neckar liga i wojska cesarza zostały pobite. W czerwcu prowadzono rozmowy pokojowe. W styczniu 1535 podpisano porozumienie i na jego mocy Ferdynand nadał ponownie tytuł książęcy Ulrykowi, jednak Wirtembergia miała wciąż uznawać zwierzchnictwo cesarza.
Ulryk na podstawie nauk Marcina Lutra rozwiązał zakony na terenie Wirtembergii i wprowadził ascetyczny wystrój kościołów. W kwietniu 1536 przyłączył się do związku szmalkaldzkiego.
W 1546 r., w wyniku wojny cesarza Karola V z tym związkiem, Ulryk został uwięziony w Heidelbergu. Za jego uwolnienie Karol V zażądał znacznego okupu.
Ulryk zmarł 6 listopada 1550 w Tybindze. Jego następcą został syn Krzysztof Wirtemberski.